# Lekkoatletyka na Letnich Igrzyskach Olimpijskich 2012 – chód na 20 km mężczyzn
Chód na 20 kilometrów mężczyzn – jedna z konkurencji lekkoatletycznych rozgrywanych podczas igrzysk olimpijskich w Londynie. 
Obrońcą tytułu mistrza olimpijskiego z 2008 był Rosjanin Walerij Borczin. Ustalone przez International Association of Athletics Federations minima kwalifikacyjne do igrzysk wynosiły 1:22:30 (minimum A) oraz 1:24:30 (minimum B).

## Terminarz
Czas w Londynie (UTC+01:00)
| Data                    | Godzina | Zawody |
| ----------------------- | ------- | ------ |
| Sobota, 4 sierpnia 2012 | 18:00   | Finał  |

## Rekordy
Tabela prezentuje rekord świata, rekordy poszczególnych kontynentów, igrzysk olimpijskich, a także najlepszy rezultat na świecie w sezonie 2012 przed rozpoczęciem igrzysk.
|                                                | Zawodnik            | Wynik   | Miejsce          | Data                      |
| ---------------------------------------------- | ------------------- | ------- | ---------------- | ------------------------- |
| Rekord świata                                  | Władimir Kanajkin   | 1:17:16 | Sarańsk          | 29 września 2007(dts)     |
| Listy światowe                                 | Alex Schwazer       | 1:17:30 | Lugano           | 18 marca 2012(dts)        |
| Rekord olimpijski                              | Robert Korzeniowski | 1:18:59 | Sydney           | 22 września 2000(dts)     |
| Rekord Afryki                                  | Hatem Ghoula        | 1:19:02 | Eisenhüttenstadt | 10 maja 1997(dts)         |
| Rekord Azji                                    | Zhu Hongjun         | 1:17:41 | Cixi             | 23 października 2000(dts) |
| Rekord Ameryki Północnej, Środkowej i Karaibów | Julio René Martínez | 1:17:46 | Eisenhüttenstadt | 8 maja 1999(dts)          |
| Rekord Ameryki Południowej                     | Jefferson Pérez     | 1:17:21 | Paryż            | 23 sierpnia 2003(dts)     |
| Rekord Europy                                  | Władimir Kanajkin   | 1:17:16 | Sarańsk          | 29 września 2007(dts)     |
| Rekord Australii i Oceanii                     | Nathan Deakes       | 1:17:33 | Cixi             | 23 kwietnia 2005(dts)     |

## Rezultaty

### Finał
| Poz. | Zawodnik               | Reprezentacja     | Czas    | Uwagi |
| ---- | ---------------------- | ----------------- | ------- | ----- |
|      | Chen Ding              | Chiny             | 1:18:46 | OR    |
|      | Erick Barrondo         | Gwatemala         | 1:18:57 |       |
|      | Wang Zhen              | Chiny             | 1:19:25 |       |
| 4    | Cai Zelin              | Chiny             | 1:19:44 |       |
| 5    | Miguel Ángel López     | Hiszpania         | 1:19:49 | PB    |
| 6    | Eder Sánchez           | Meksyk            | 1:19:52 | SB    |
| 7    | Jared Tallent          | Australia         | 1:20:02 | SB    |
| 8    | Bertrand Moulinet      | Francja           | 1:20:12 | PB    |
| 9    | Robert Heffernan       | Irlandia          | 1:20:18 | SB    |
| 10   | Irfan Kolothum Thodi   | Indie             | 1:20:21 | NR    |
| 11   | João Vieira            | Portugalia        | 1:20:41 | SB    |
| 12   | Dzianis Simanowicz     | Białoruś          | 1:20:42 | PB    |
| 13   | Iñaki Gomez            | Kanada            | 1:20:58 | NR    |
| 14   | Erik Tysse             | Norwegia          | 1:21:00 | SB    |
| 15   | Alexandros Papamichail | Grecja            | 1:21:12 | NR    |
| 16   | Iwan Trocki            | Białoruś          | 1:21:23 | SB    |
| 17   | Kim Hyun-sub           | Korea Południowa  | 1:21:36 | SB    |
| 18   | Isamu Fujisawa         | Japonia           | 1:21:48 |       |
| 19   | Dawid Tomala           | Polska            | 1:21:55 |       |
| 20   | Éider Arévalo          | Kolumbia          | 1:22:00 |       |
| 21   | André Höhne            | Niemcy            | 1:22:02 |       |
| 22   | Juan Manuel Cano       | Argentyna         | 1:22:10 | NR    |
| 23   | Anton Kučmín           | Słowacja          | 1:22:25 | PB    |
| 24   | Grzegorz Sudoł         | Polska            | 1:22:40 |       |
| 25   | Takumi Saito           | Japonia           | 1:22:43 |       |
| 26   | Trevor Barron          | Stany Zjednoczone | 1:22:46 |       |
| 27   | Nazar Kowalenko        | Ukraina           | 1:22:54 |       |
| 28   | James Rendón           | Kolumbia          | 1:22:54 | SB    |
| 29   | Rafał Augustyn         | Polska            | 1:23:17 |       |
| 30   | Rusłan Dmytrenko       | Ukraina           | 1:23:21 |       |
| 31   | Byun Young-Jun         | Korea Południowa  | 1:23:26 |       |
| 32   | Máté Helebrandt        | Węgry             | 1:23:32 | PB    |
| 33   | Gurmeet Singh          | Indie             | 1:23:34 |       |
| 34   | Isaac Palma            | Meksyk            | 1:23:35 |       |
| 35   | Gieorgij Szejko        | Kazachstan        | 1:23:52 |       |
| 36   | Yūsuke Suzuki          | Japonia           | 1:23:53 | SB    |
| 37   | Andriej Kriwow         | Rosja             | 1:24:17 |       |
| 38   | Chris Erickson         | Australia         | 1:24:19 |       |
| 39   | Caio Bonfim            | Brazylia          | 1:24:45 |       |
| 40   | Marius Žiūkas          | Litwa             | 1:24:45 |       |
| 41   | Yerko Araya            | Chile             | 1:25:27 | SB    |
| 42   | Giorgio Rubino         | Włochy            | 1:25:28 |       |
| 43   | Baljinder Singh        | Indie             | 1:25:39 |       |
| 44   | Mauricio Arteaga       | Ekwador           | 1:25:51 |       |
| 45   | Arnis Rumbenieks       | Łotwa             | 1:26:26 |       |
| 46   | Ever Palma             | Meksyk            | 1:26:30 |       |
| 47   | Iwan Łosiew            | Ukraina           | 1:26:50 |       |
| 48   | Predrag Filipović      | Serbia            | 1:27:22 |       |
|      | Walerij Borczin        | Rosja             |         | DNF   |
|      | Álvaro Martín          | Hiszpania         |         | DNF   |
|      | Park Chil-sung         | Korea Południowa  |         | DNF   |
|      | Ebrahim Rahimian       | Iran              |         | DNF   |
|      | Adam Rutter            | Australia         |         | DNF   |
|      | Hassanine Sebei        | Tunezja           |         | DNF   |
|      | Władimir Kanajkin      | Rosja             |         | DQ    |
|      | Luis Fernando López    | Kolumbia          |         | DQ    |